# Ao Acaso
Ao Acaso (subtítulo: "Crônica da Semana") foi um folhetim, no sentido então vigente de crônica de atualidades (política, cultura, variedades) ocupando o rodapé da primeira página do jornal, que o escritor Machado de Assis publicou no jornal Diário do Rio de Janeiro, de 5 de junho de 1864 a 16 de maio de 1865. Em 1861-2 já havia colaborado para esse jornal com os Comentários da Semana, e em 1867 viria a colaborar com as Cartas Fluminenses. As crônicas eram publicadas ora aos domingos, ora às segundas-feiras, normalmente assinadas com as iniciais M.A., apenas duas vezes utilizando outras assinaturas: M. de A. em 25/7/1864 e Machado de Assis em 3/1/1865.  Estas crônicas foram publicadas pela primeira vez em livro na primeira edição das Obras Completas de Machado de Assis, pela editora W. M. Jackson, em 1937. Raimundo Magalhães Júnior incluiu em Contos e Crônicas (Editora Civilização Brasileira, 1958) três textos omitidos da edição Jackson.
Em suas crônicas, Machado mostra-se "um sincero paladino do liberalismo" e "um adversário da intolerância religiosa". Além disso, seu interesse pela recém-eclodida guerra com o Paraguai "foi constante e começou antes mesmo do início das hostilidades".
No folhetim de 25 de julho de 1864, onde discorre sobre (entre outros assuntos) o que convém ou não ser publicado pela imprensa, Machado descreve a cena tocante de um leilão de escravos onde uma "pobre criancinha abrindo olhos espantados e ignorantes para todos" estava sendo posta à venda, que costuma ser citada como uma prova de que o autor não era insensível ao tema da escravidão.

## Trechos de crônicas
Catastrofismo
Um jornal desta Corte deu, há dias, aos seus leitores uma notícia tão grave quão sucinta. É nada menos que a predição de uma catástrofe universal. Diz a folha que o professor Newmager, de Melbourne, prediz que em 1865 um cometa passará tão próximo à terra, que esta corre sérios riscos de perecer. Renovam-se, pois, os sustos causados pela profecia do cometa 13 de junho, sustos que, por felicidade nossa, não foram confirmados pela realidade. A terra, que tem escapado a tantos cometas – aos celestes, como o de Carlos V [cometa de Halley em 1831] – aos terrestres, como o rei dos Hunos – aos marinhos, como os piratas normandos — a terra acha-se de novo ameaçada de ser absorvida por um dos ferozes judeus errantes do espaço. (“Ao Acaso”, Diário do Rio de Janeiro, 3/7/1864) [Em crônica de 31/1/1865 neste mesmo jornal, Machado relata que “o cometa paira sobre nossas cabeças, mas é um cometa inofensivo, tênue, descorado, que ainda não destruiu a menor coisa, e que promete retirar-se em perfeito estado de paz” Em 1973, a mesma sequência de expectativas estrondosas/decepção deu-se com o Cometa Kohoutek.]

Estrada de ferro
Nenhum homem de gosto, que tenha em apreço as maravilhas da natureza e os prodígios do braço humano, pôde deixar de ir ver, ao menos uma vez na vida, os trabalhos arrojados e os panoramas esplendidos que lhe oferece uma viagem pela estrada de ferro de D. Pedro II. 
Direi mesmo que ali a natureza cede o passo ao homem, tão pasmosas são as dificuldades que a perseverança e a ciência conseguiram vencer. 
O futuro das estradas de ferro no Brasil está garantido e seguro. Quem venceu até hoje, vencerá o que falta. (“Ao Acaso”, Diário do Rio de Janeiro, 26/9/1864)

Mulheres
Dedico este folhetim às damas.
Já me aconteceu ouvir, a poucas horas de intervalo e a poucas braças de distância, duas respostas contrárias a esta mesma pergunta:
– Que é a mulher?
Um respondeu que a mulher era a melhor coisa do mundo; outro que era a pior.
O primeiro amava e era amado; o segundo amava, mas não o era. Cada um apreciava no ponto de vista do sentimento pessoal.
Entre as duas definições eu prefiro uma terceira, a de La-Bruyère:
– As mulheres não têm meio termo: são melhores ou piores que os homens. (“Ao Acaso”, Diário do Rio de Janeiro, 7/2/1865)

Temporal
Refiro-me ao temporal, a esse temporal único, assombroso, aterrador, que os velhos de oitenta anos viram pela primeira vez, que os adolescentes de quinze anos esperam não ver segunda vez no resto dos seus dias, a esse temporal, que, se durasse 2 horas, deixava a nossa cidade reduzida a um montão de ruínas. 
Durante uns dez minutos tivemos, nós, os fluminenses, uma imagem do que seria o grande cataclismo que extinguiu os primeiros homens. Rompeu-se uma catarata do céu; Éolo soltou os seus tufões; o trovão rolou pelo espaço; e um dilúvio de pedras enormes começou a cair sobre a cidade com a violência mais aterradora que se tem visto. (“Ao Acaso”, Diário do Rio de Janeiro, 17/10/1864)